# Castalius carana
Castalius carana är en fjärilsart som beskrevs av William Chapman Hewitson 1876. Castalius carana ingår i släktet Castalius och familjen juvelvingar. Inga underarter finns listade i Catalogue of Life.